# Canton de Montmélian
Le canton de Montmélian est une division administrative française, située dans le département de la Savoie et la région Auvergne-Rhône-Alpes.

## Histoire
Dans le cadre du redécoupage cantonal de 2014, le canton de Montmélian s'agrandit en fusionnant avec le canton voisin de La Rochette à l’est. Le nouveau canton remplace définitivement les deux cantons précédents à compter des élections départementales de 2015.

## Représentation

### Conseillers généraux (1861 à 2015)
| Période                                  | Période          | Identité                                  | Étiquette                                  | Qualité |
| ---------------------------------------- | ---------------- | ----------------------------------------- | ------------------------------------------ | --- |
| 1861                                     | 1886             | François Bel                              | Gauche républicaine                        | Avocat puis juge Député (1876-1885), maire de Montmélian Président du Conseil Général                                                                                     |
| 1886                                     | 1904             | Jean-Baptiste Bel                         | Républicain                                | Avocat à Chambéry |
| 1904                                     | 1910             | Pierre Armand                             | PRRRS                                      | Propriétaire, maire de La Chavanne |
| 1910                                     | 1929 (décès)     | Jean-Claude Girard-Madoux                 | PRRRS                                      | Avocat à Chambéry - Maire de Chignin (1907-1929) Député (1914-1919) |
| 1929                                     | 1940             | Pierre Cot                                | PRRRS                                      | Député (1928-1942 et 1945-1951) Ministre (1937-1938) Maire de Coise |
|                                          |                  |                                           |                                            | |
| 1942                                     | 1945             | Léon Blanc (1882-1955)                    |                                            | Maire de Laissaud Nommé conseiller départemental en 1942 |
|                                          |                  |                                           |                                            | |
| 1945                                     | 1949             | Pierre Cot                                | Union Républicaine et Résistante (app.PCF) | Député Ancien Ministre |
| 1949                                     | 1973 (décès)     | Albert Serraz                             | UDSR puis FGDS                             | Architecte Maire de Montmélian (1947-1973) |
| 1974                                     | 2001 (démission) | Roger Rinchet                             | PS                                         | Retraité de l'Education nationale Sénateur (1977-1986 et 1995-2004) Député (1988-1993) Maire de Montmélian (1973-2008) Président de la Communauté de Communes (2005-2008) |
| 2001                                     | 2004             | Pierre Magnin                             | DVD                                        | Chef d'entreprise Maire d'Arbin |
| 2004                                     | 2012 (démission) | Béatrice Santais (fille de Roger Rinchet) | PS                                         | Retraitée de la fonction publique Maire de Montmélian (depuis 2008) Députée (2012-2017)                                                                                   |
| 2012                                     | 2015             | Grégory Masin                             | PS                                         | Cadre Adjoint au maire de Villaroux |
| Les données manquantes sont à compléter. |                  |                                           |                                            | |

### Conseillers d'arrondissement (de 1861 à 1940)
| Période                                  | Période      | Identité                   | Étiquette | Qualité |
| ---------------------------------------- | ------------ | -------------------------- | --------- | --- |
| 1861                                     |              | Charles Turrel (1814-1885) |           | Avocat exerçant près la Cour Impériale, propriétaire à Montmélian                                           |
|                                          |              |                            |           | |
| 1871                                     | 1872 (décès) | Pierre Charles (1808-1872) |           | Avocat, maire de Villaroux                                                                                  |
|                                          |              |                            |           | |
|                                          | 1894 (décès) | M. Paget                   |           | |
|                                          |              |                            |           | |
| 1910                                     |              | Claude Bugnon              | Radical   | Maire des Mollettes                                                                                         |
|                                          |              |                            |           | |
|                                          | 1928         | Édouard Bataillard         |           | Cultivateur, maire de Planaise                                                                              |
| 1928                                     | 1940         | Émile Seyssel              | Radical   | Viticulteur, maire d'Apremont, Président du Conseil d'arrondissement                                        |
| 1940                                     |              |                            |           | Les conseils d'arrondissement ont été suspendus par la loi du 12 octobre 1940 et n'ont jamais été réactivés |
| Les données manquantes sont à compléter. |              |                            |           | |

### Conseillers départementaux (à partir de 2015)
| Période élective | Période élective | Mandat | Mandat   | Identité          | Nuance | Nuance | Qualité                                           |
| ---------------- | ---------------- | ------ | -------- | ----------------- | ------ | ------ | ------------------------------------------------- |
| 2015             | 2021             | 2015   | 2021     | Jean-François Duc |        | PS     | Enseignant retraité - Maire de La Trinité         |
| 2015             | 2021             | 2015   | 2021     | Jacqueline Tallin |        | PS     | Infirmière retraitée, Montmélian                  |
| 2021             | 2028             | 2021   | en cours | Jean-François Duc |        | PS     | Conseiller sortant                                |
| 2021             | 2028             | 2021   | en cours | Béatrice Santais  |        | PS     | Maire de Montmélian, Présidente de Cœur de Savoie |

### Résultats détaillés

#### Élections de mars 2015
À l'issue du 1er tour des élections départementales de 2015, deux binômes sont en ballottage : Quentin Collier et Nadine Garcin (FN, 26,79 %) et Jean-François Duc et Jacqueline Tallin (PS, 26,32 %). Le taux de participation est de 52,98 % (9 019 votants sur 17 022 inscrits) contre 48,82 % au niveau départemental et 50,17 % au niveau national.
Au second tour, Jean-François Duc et Jacqueline Tallin (PS) sont élus avec 61,39 % des suffrages exprimés et un taux de participation de 54,37 % (5 136 voix pour 9 256 votants et 17 023 inscrits).

#### Élections de juin 2021
Le premier tour des élections départementales de 2021 est marqué par un très faible taux de participation (33,26 % au niveau national). Dans le canton de Montmélian, ce taux de participation est de 34,49 % (6 289 votants sur 18 233 inscrits) contre 33,57 % au niveau départemental. À l'issue de ce premier tour, deux binômes sont en ballottage : Jean-François Duc et Béatrice Santais (DVG, 50,81 %) et Jean-Pierre Guillaud et Nadège Jay (DVD, 28,82 %).
Le second tour des élections est marqué une nouvelle fois par une abstention massive équivalente au premier tour. Les taux de participation sont de 34,36 % au niveau national, 33 % dans le département et 34,54 % dans le canton de Montmélian. Jean-François Duc et Béatrice Santais (DVG) sont élus avec 57,73 % des suffrages exprimés (3 413 voix pour 6 298 votants et 18 236 inscrits),,.

## Composition

### Composition avant 2015

Canton de Montmélian avant 2015, dans l'arrondissement de Chambéry.

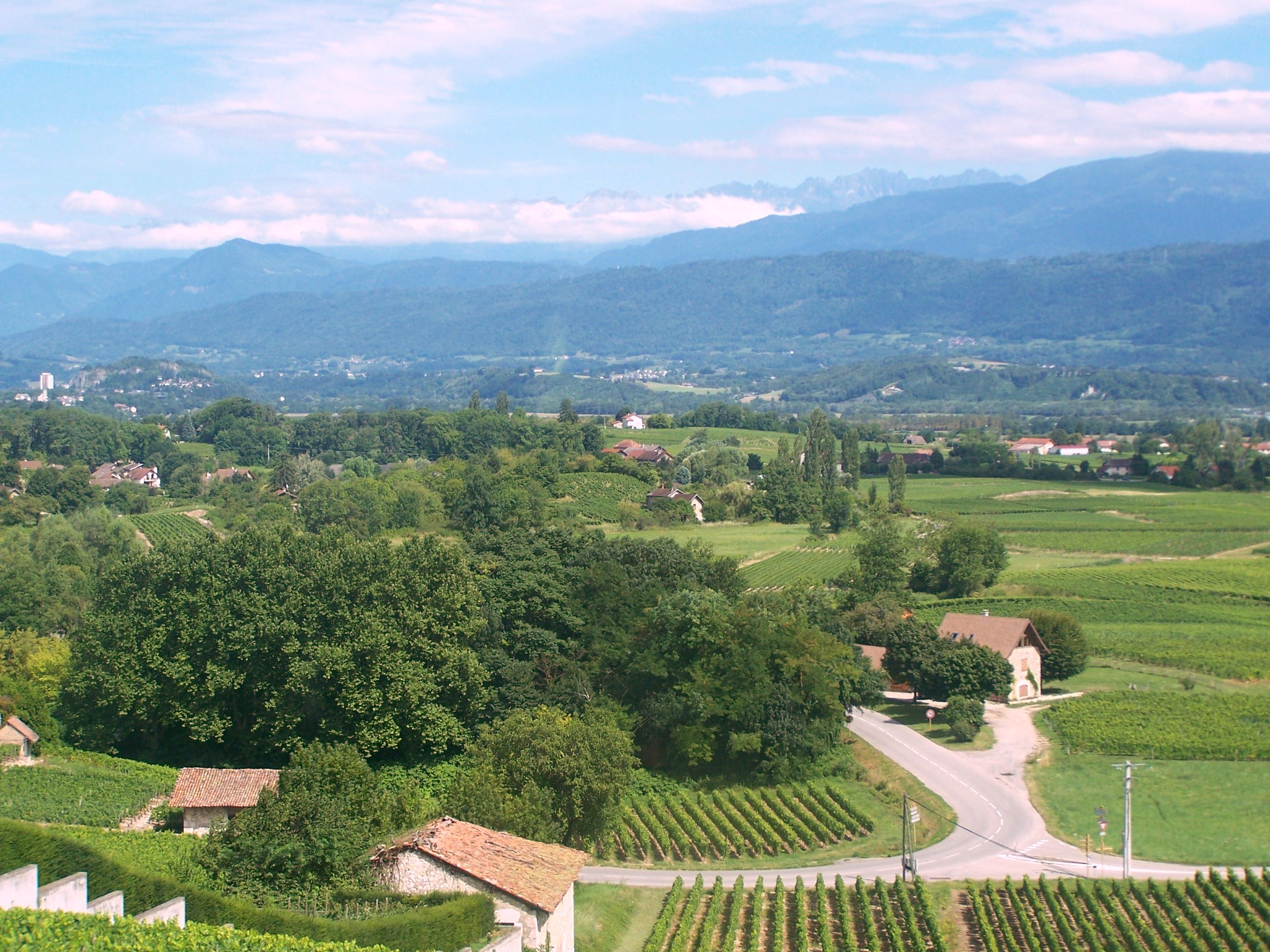
Territoire du canton vu des Marches.

Le canton de Montmélian regroupait quinze communes.
| Nom                    | Code Insee | Codepostal | Superficie (km2) | Population (dernière pop. légale) | Densité (hab./km2) |
| ---------------------- | ---------- | ---------- | ---------------- | --------------------------------- | ------------------ |
| Montmélian (chef-lieu) | 73171      | 73800      | 5,69             | 3 991 (2012)                      | 701                |
| Apremont               | 73017      | 73190      | 17,76            | 982 (2012)                        | 55                 |
| Arbin                  | 73018      | 73800      | 1,71             | 797 (2012)                        | 466                |
| La Chavanne            | 73082      | 73800      | 3,06             | 638 (2012)                        | 208                |
| Chignin                | 73084      | 73800      | 8,32             | 879 (2012)                        | 106                |
| Francin                | 73118      | 73800      | 6,93             | 899 (2012)                        | 130                |
| Laissaud               | 73141      | 73800      | 6,57             | 644 (2012)                        | 98                 |
| Les Marches            | 73151      | 73800      | 15,35            | 2 480 (2012)                      | 162                |
| Les Mollettes          | 73159      | 73800      | 5,47             | 766 (2012)                        | 140                |
| Myans                  | 73183      | 73800      | 3,58             | 1 134 (2012)                      | 317                |
| Planaise               | 73200      | 73800      | 4,16             | 500 (2012)                        | 120                |
| Sainte-Hélène-du-Lac   | 73240      | 73800      | 7,09             | 719 (2012)                        | 101                |
| Saint-Pierre-de-Soucy  | 73276      | 73800      | 9,09             | 392 (2012)                        | 43                 |
| Villard-d'Héry         | 73314      | 73800      | 4,90             | 256 (2012)                        | 52                 |
| Villaroux              | 73324      | 73110      | 3,09             | 226 (2012)                        | 73                 |

### Composition depuis 2015
Lors du redécoupage de 2014, le canton comprenait de Montmélian vingt-neuf communes entières.
À la suite de la création de la commune nouvelle de Porte-de-Savoie et de Valgelon-La Rochette au 1er janvier 2019, le canton comprend désormais vingt-sept communes entières.
| Nom                                | Code Insee | Intercommunalité  | Superficie (km2) | Population (dernière pop. légale) | Densité (hab./km2) | Modifier                                    |
| ---------------------------------- | ---------- | ----------------- | ---------------- | --------------------------------- | ------------------ | ------------------------------------------- |
| Montmélian (bureau centralisateur) | 73171      | CC Cœur de Savoie | 5,69             | 4 041 (2022)                      | 710                | modifier les données · modifier les données |
| Apremont                           | 73017      | CC Cœur de Savoie | 17,76            | 968 (2022)                        | 55                 | modifier les données · modifier les données |
| Arbin                              | 73018      | CC Cœur de Savoie | 1,71             | 816 (2022)                        | 477                | modifier les données · modifier les données |
| Arvillard                          | 73021      | CC Cœur de Savoie | 29,28            | 849 (2022)                        | 29                 | modifier les données · modifier les données |
| Bourget-en-Huile                   | 73052      | CC Cœur de Savoie | 6,79             | 143 (2022)                        | 21                 | modifier les données · modifier les données |
| La Chapelle-Blanche                | 73075      | CC Cœur de Savoie | 4,13             | 591 (2022)                        | 143                | modifier les données · modifier les données |
| La Chavanne                        | 73082      | CC Cœur de Savoie | 3,06             | 725 (2022)                        | 237                | modifier les données · modifier les données |
| Chignin                            | 73084      | CC Cœur de Savoie | 8,32             | 910 (2022)                        | 109                | modifier les données · modifier les données |
| La Croix-de-la-Rochette            | 73095      | CC Cœur de Savoie | 3,04             | 382 (2022)                        | 126                | modifier les données · modifier les données |
| Détrier                            | 73099      | CC Cœur de Savoie | 2,25             | 431 (2022)                        | 192                | modifier les données · modifier les données |
| Laissaud                           | 73141      | CC Cœur de Savoie | 6,57             | 752 (2022)                        | 114                | modifier les données · modifier les données |
| Les Mollettes                      | 73159      | CC Cœur de Savoie | 5,47             | 870 (2022)                        | 159                | modifier les données · modifier les données |
| Myans                              | 73183      | CC Cœur de Savoie | 3,58             | 1 294 (2022)                      | 361                | modifier les données · modifier les données |
| Planaise                           | 73200      | CC Cœur de Savoie | 4,16             | 558 (2022)                        | 134                | modifier les données · modifier les données |
| Le Pontet                          | 73205      | CC Cœur de Savoie | 8,66             | 133 (2022)                        | 15                 | modifier les données · modifier les données |
| Porte-de-Savoie                    | 73151      | CC Cœur de Savoie | 22,28            | 3 944 (2022)                      | 177                | modifier les données · modifier les données |
| Presle                             | 73207      | CC Cœur de Savoie | 11,58            | 434 (2022)                        | 37                 | modifier les données · modifier les données |
| Rotherens                          | 73217      | CC Cœur de Savoie | 1,74             | 375 (2022)                        | 216                | modifier les données · modifier les données |
| Saint-Pierre-de-Soucy              | 73276      | CC Cœur de Savoie | 9,09             | 423 (2022)                        | 47                 | modifier les données · modifier les données |
| Sainte-Hélène-du-Lac               | 73240      | CC Cœur de Savoie | 7,09             | 835 (2022)                        | 118                | modifier les données · modifier les données |
| La Table                           | 73289      | CC Cœur de Savoie | 14,85            | 432 (2022)                        | 29                 | modifier les données · modifier les données |
| La Trinité                         | 73302      | CC Cœur de Savoie | 4,88             | 380 (2022)                        | 78                 | modifier les données · modifier les données |
| Valgelon-La Rochette               | 73215      | CC Cœur de Savoie | 7,36             | 4 185 (2022)                      | 569                | modifier les données · modifier les données |
| Le Verneil                         | 73311      | CC Cœur de Savoie | 7,52             | 89 (2022)                         | 12                 | modifier les données · modifier les données |
| Villard-d'Héry                     | 73314      | CC Cœur de Savoie | 4,90             | 264 (2022)                        | 54                 | modifier les données · modifier les données |
| Villard-Sallet                     | 73316      | CC Cœur de Savoie | 3,14             | 297 (2022)                        | 95                 | modifier les données · modifier les données |
| Villaroux                          | 73324      | CC Cœur de Savoie | 3,09             | 191 (2022)                        | 62                 | modifier les données · modifier les données |
| Canton de Montmélian               | 7311       |                   | 207,99           | 25 312 (2022)                     | 122                | modifier les données                        |

## Démographie

### Démographie avant 2015
| 1962  | 1968  | 1975  | 1982   | 1990   | 1999   | 2006   | 2011   | 2012   |
| ----- | ----- | ----- | ------ | ------ | ------ | ------ | ------ | ------ |
| 6 744 | 7 545 | 9 194 | 10 776 | 11 605 | 12 966 | 14 384 | 15 171 | 15 303 |

### Démographie depuis 2015
En 2022, le canton comptait 25 312 habitants, en évolution de +3,61 % par rapport à 2016 (Savoie : +3,63 %, France hors Mayotte : +2,11 %).
| 2013   | 2018   | 2022   |
| ------ | ------ | ------ |
| 23 890 | 24 887 | 25 312 |